# Chionaema meyricki
Chionaema meyricki là một loài bướm đêm thuộc phân họ Arctiinae, họ Erebidae.